# Śląskie Kolejki
Śląskie Kolejki (niem. Schlesiche Kleinbahn AG) − spółka tramwajowa w Górnośląskim Okręgu Przemysłowym z siedzibą w Katowicach, która istniała w latach 1899–1952; zbudowała linię tramwajową Mysłowice-Katowice-Świętochłowice-Bytom. 
1 sierpnia 1899 roku spółka została wpisana do rejestru handlowego. Po odrodzeniu państwa polskiego firma uzyskała polską nazwę i zarządzała siecią tramwajową na terenie miast GOP przyznanych Polsce. W okresie okupacji niemieckiej firma ponownie otrzymała nazwę niemiecką, a od 1945 – znów polską i przymusowy zarząd państwowy. W 1952 roku Śląskie Kolejki włączono do Wojewódzkiego Przedsiębiorstwa Komunikacyjnego. Dawne linie Śląskich Kolejek obsługiwane obecnie są przez Tramwaje Śląskie.